# Annone Veneto
Annone Veneto – miejscowość i gmina we Włoszech, w regionie Wenecja Euganejska, w prowincji Wenecja.
Według danych na rok 2004 gminę zamieszkiwało 3480 osób, 139,2 os./km².